# William Benyon
Pas d'image ? Cliquez ici

a Compétitions nationales et continentales officielles uniquement.

b Matchs officiels uniquement.
William « Billy » Benyon, né le 7 mars 1945, est un ancien joueur et entraîneur de rugby à XIII anglais évoluant au poste de centre dans les années 1960 et 1970. Au cours de sa carrière, il a été international britannique et anglais. En club, il a effectué pratiquement toute sa carrière à St Helens RLFC avant de finir sa carrière en Australie aux Cronulla Sharks. Après sa carrière, il a pris le poste d'entraîneur de St Helens RLFC durant trois années dans les années 1980. Enfin, il a été introduit au temple de la renommée du club de St Helens.